# Welby (Kolorado)
Welby – jednostka osadnicza w Stanach Zjednoczonych, w stanie Kolorado, w hrabstwie Adams.